# Rúnar Alex Rúnarsson
Rúnar Alex Rúnarsson (Reikiavik, Islandia, 18 de febrero de 1995) es un futbolista islandés que juega de portero y su equipo es el F. C. Copenhague de la Superliga de Dinamarca. Es internacional con la selección de fútbol de Islandia.

## Carrera
Comenzó como jugador en las categorías inferiores del KR Reykjavik. En 2012 pasó a ser parte del primer equipo, en el que apenas jugó. 
A pesar de todo, en 2014 fichó por el F. C. Nordsjælland siendo un jugador titular con el club danés de forma ocasional.

## Selección nacional
Rúnarsson fue internacional con la selección de fútbol de Islandia sub-19 y sub-21, antes de debutar con la selección islandesa absoluta.

### Participaciones en Copas del Mundo
| Copa              | Sede  | Resultado    | Partidos | Goles |
| ----------------- | ----- | ------------ | -------- | ----- |
| Copa Mundial 2018 | Rusia | Primera fase | 0        | 0     |

## Estadísticas

### Clubes
Actualizado al último partido disputado el 2 de septiembre de 2023.
| Club                          | Div.          | Temporada     | Liga  | Liga  | Copas nacionales | Copas nacionales | Copas internacionales | Copas internacionales | Total | Total |
| Club                          | Div.          | Temporada     | Part. | Goles | Part.            | Goles            | Part.                 | Goles                 | Part. | Goles |
| ----------------------------- | ------------- | ------------- | ----- | ----- | ---------------- | ---------------- | --------------------- | --------------------- | ----- | ----- |
| KR Reykjavik Islandia         | 1.ª           | 2012-13       | 3     | 0     | 0                | 0                | 0                     | 0                     | 3     | 0     |
| KR Reykjavik Islandia         | 1.ª           | 2013-14       | 0     | 0     | ―                | ―                | 1                     | 0                     | 1     | 0     |
| KR Reykjavik Islandia         | Total club    | Total club    | 3     | 0     | 0                | 0                | 1                     | 0                     | 4     | 0     |
| F. C. Nordsjælland Dinamarca  | 1.ª           | 2014-15       | 1     | 0     | 0                | 0                | 0                     | 0                     | 1     | 0     |
| F. C. Nordsjælland Dinamarca  | 1.ª           | 2015-16       | 3     | 0     | 1                | 0                | 0                     | 0                     | 4     | 0     |
| F. C. Nordsjælland Dinamarca  | 1.ª           | 2016-17       | 20    | 0     | 1                | 0                | 0                     | 0                     | 21    | 0     |
| F. C. Nordsjælland Dinamarca  | 1.ª           | 2017-18       | 36    | 0     | ―                | ―                | 1                     | 0                     | 36    | 0     |
| F. C. Nordsjælland Dinamarca  | Total club    | Total club    | 60    | 0     | 2                | 0                | 1                     | 0                     | 63    | 0     |
| Dijon F. C. O. Francia        | 1.ª           | 2018-19       | 26    | 0     | 5                | 0                | 0                     | 0                     | 31    | 0     |
| Dijon F. C. O. Francia        | 1.ª           | 2019-20       | 11    | 0     | 3                | 0                | 0                     | 0                     | 14    | 0     |
| Dijon F. C. O. Francia        | Total club    | Total club    | 37    | 0     | 8                | 0                | 0                     | 0                     | 45    | 0     |
| Arsenal F. C. Inglaterra      | 1.ª           | 2020-21       | 1     | 0     | 1                | 0                | 4                     | 0                     | 6     | 0     |
| Arsenal F. C. Inglaterra      | Total club    | Total club    | 1     | 0     | 1                | 0                | 4                     | 0                     | 6     | 0     |
| Oud-Heverlee Leuven · Bélgica | 1.ª           | 2021-22       | 17    | 0     | 3                | 0                | 0                     | 0                     | 20    | 0     |
| Oud-Heverlee Leuven · Bélgica | Total club    | Total club    | 17    | 0     | 3                | 0                | 0                     | 0                     | 20    | 0     |
| Alanyaspor Turquía            | 1.ª           | 2022-23       | 30    | 0     | 2                | 0                | 0                     | 0                     | 32    | 0     |
| Alanyaspor Turquía            | Total club    | Total club    | 30    | 0     | 2                | 0                | 0                     | 0                     | 32    | 0     |
| Cardiff City F. C. Gales      | 2.ª           | 2023-24       | 1     | 0     | 1                | 0                | 0                     | 0                     | 2     | 0     |
| Cardiff City F. C. Gales      | Total club    | Total club    | 1     | 0     | 1                | 0                | 0                     | 0                     | 2     | 0     |
| Total carrera                 | Total carrera | Total carrera | 149   | 0     | 17               | 0                | 6                     | 0                     | 172   | 0     |

## Palmarés

### Títulos nacionales
| Título                 | Club             | País      | Año  |
| ---------------------- | ---------------- | --------- | ---- |
| Superliga de Dinamarca | F. C. Copenhague | Dinamarca | 2025 |
| Copa de Dinamarca      | F. C. Copenhague | Dinamarca | 2025 |